# Buddhista építészet
A buddhista építészet Dél-Ázsiában alakult ki az i. e. 3. század után.
A korai buddhizmusban három épülettípus fejlődött ki: kolostorok (vihára), relikviák épületei (sztúpa) valamint szentélyek és imatermek (csaitja).
A vihárák kezdetben ideiglenes menedéknek számítottak, amelyet a vándorszerzetesek (bhikkhuk) használtak az esős évszak során. Később, az egyre növekvő számú vallási gyakorlók számára már állandó lakhelyül szolgáltak. Az egyik ma is létező ősi helyszínt jelenti Nálanda (Bihár állam, India). Az erődszerű, himalájai buddhista királyságokra jellemző dzong építészet egyedülálló jellegzetességeket hordoz.
A sztúpák eredeti szerepe a hódolatbemutatás és Gautama Buddha ereklyéinek biztonságos tárolása volt. A legkorábbi, ma is álló ilyen épület a Száncsi buddhista emlékek között található sztúpa (Madhja Prades, India).
A vallási gyakorlatok megváltozásával egyetemben a sztúpák fokozatosan beépültek a csaitja-grihákba, azaz az imatermekbe. Ezek az i. e. 1. században élték fénykorukat. Az ilyen épületek legkiválóbb fennmaradt példái az Adzsantai barlangtemplomok és az Ellórai-barlangok (Mahárástra). A Bodh-Gajában álló Mahábódhi templom szintén jelentős emlékhelynek számít.
Az indiai sztúpából fejlődött ki később a pagoda.

## Története

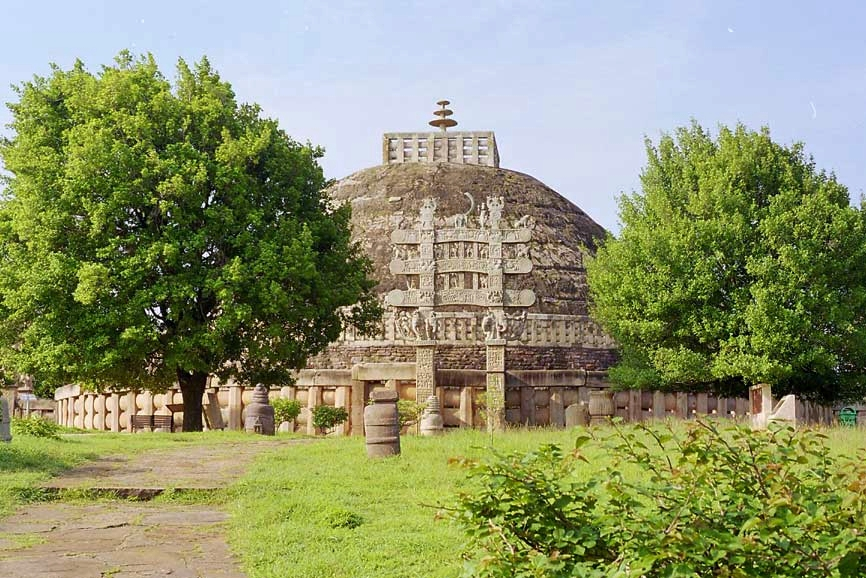
A száncsi nagy sztúpa.

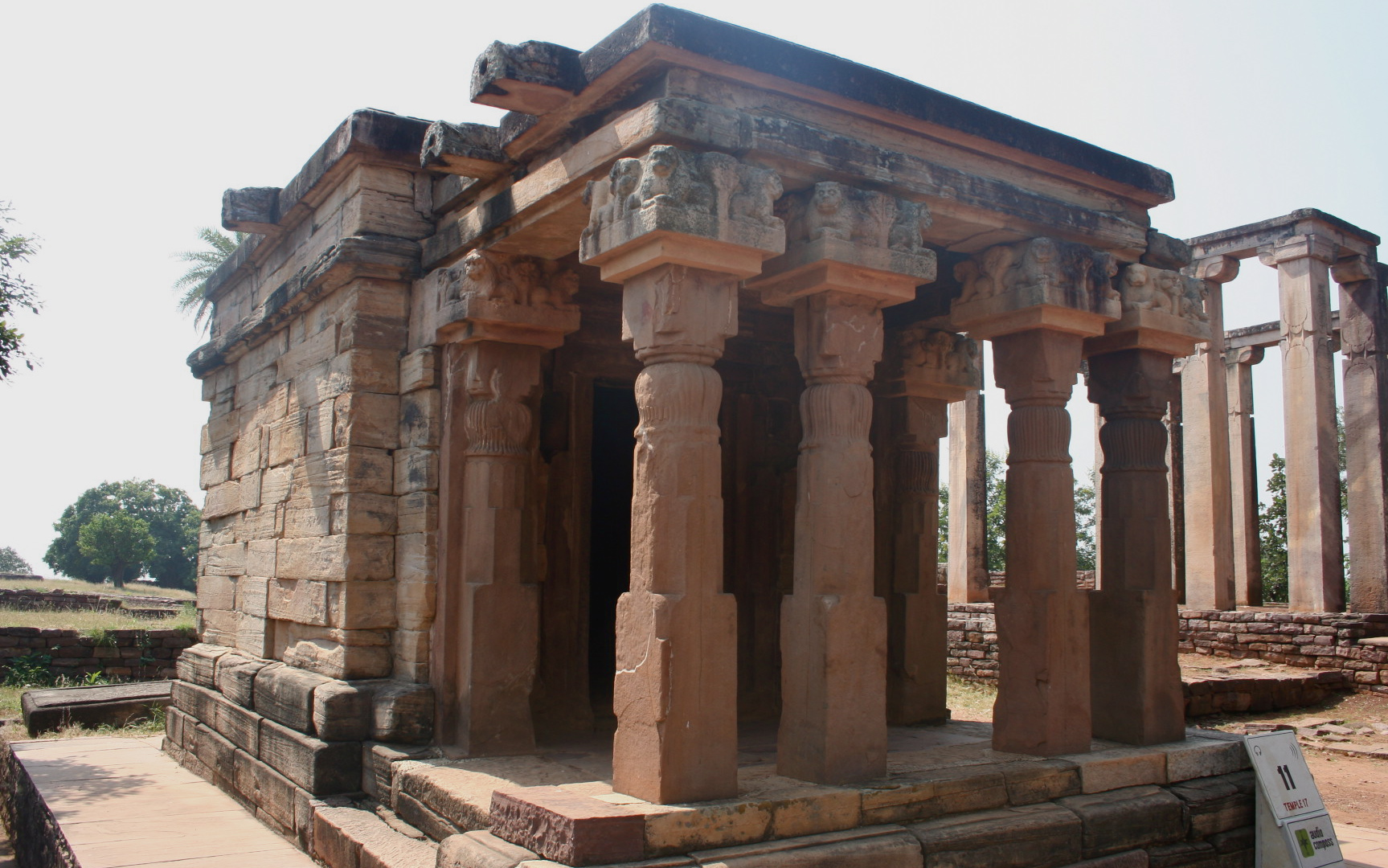
Gupta-kori templom Száncsiban, amelynek alapjai a maurja-korból származnak.

A buddhista építészet a Buddha után indult fejlődésnek a hindu templomépítészet gyökerei mentén. A hindu templomoknak ekkoriban egyszerű alaprajza volt - négyszögletes belső tér, áldozati udvar, körben oszlopokkal borított körsétánnyal, kúpos vagy négyszögletes tetővel és a bejárat mögötti területet körbeölelő különálló oszlopsorral. A körvonal a Meru-hegyet ábrázolta, amely a buddhista kozmológiában a világegyetem középpontja, az istenek (dévák) lakóhelye. A méreteket és az arányokat szent matematikai képletek határozták meg. A korai buddhizmus ezt a sémát vette át, amelyhez néha hozzákapcsolódtak a szerzetesek végtelenül egyszerű lakócellái is (főleg a korai barlangtemplomok esetében, mint az adzsantai barlangtemplomok).
Lényegét tekintve ez az alaprajz maradt meg később is a világ összes buddhista templománál is, csupán a körvonalak finomodtak. Japánban és Thaiföldön azonban a helyi kultúrák és az eltérő vallási gyakorlatok hatására egyedi építészeti stílusok alakultak ki.
A korai templomok fából készültek, ezért kevés maradt fenn belőlük. A későbbi templomok már kőből készültek, amelyek időtállóbbak voltak és a barlangtemplomok is megőrizték az eredeti építészeti elrendezéseket. Ahogy a kolostortemplomok funkciója kibővült, a buddhista templomok is kezdtek eltérni az eredeti hindu hagyomány alaprajzától. Így alakultak ki az alvó- és lakhelyek, valamint az étkezők, a tanulótermek, majd a könyvtárak és az iskolák, egyetemek.
A sztúpák kezdetben inkább hasonlítottak a szobrokra, amelyek valamilyen szent helyet jelöltek. A későbbiekben gazdagabb formákat kaptak és gyakran tettek utalást alakjukkal a Meru-hegyre. A ma is létező száncsi nagy sztúpát Asóka király (i. e. 273-236) építtette. Az eredeti sztúpa külsejére később újabb, még díszesebb sztúpát építettek.
A buddhista művészettel együtt terjedt a buddhista építészet is Dél- és Kelet-Ázsiában, amelyeknél a hivatkozás alapja általában a korai indiai modellek voltak. Annak ellenére, hogy a buddhizmus a 10. századra szinte teljesen eltűnt az indiai szubkontinensről.

## Kína

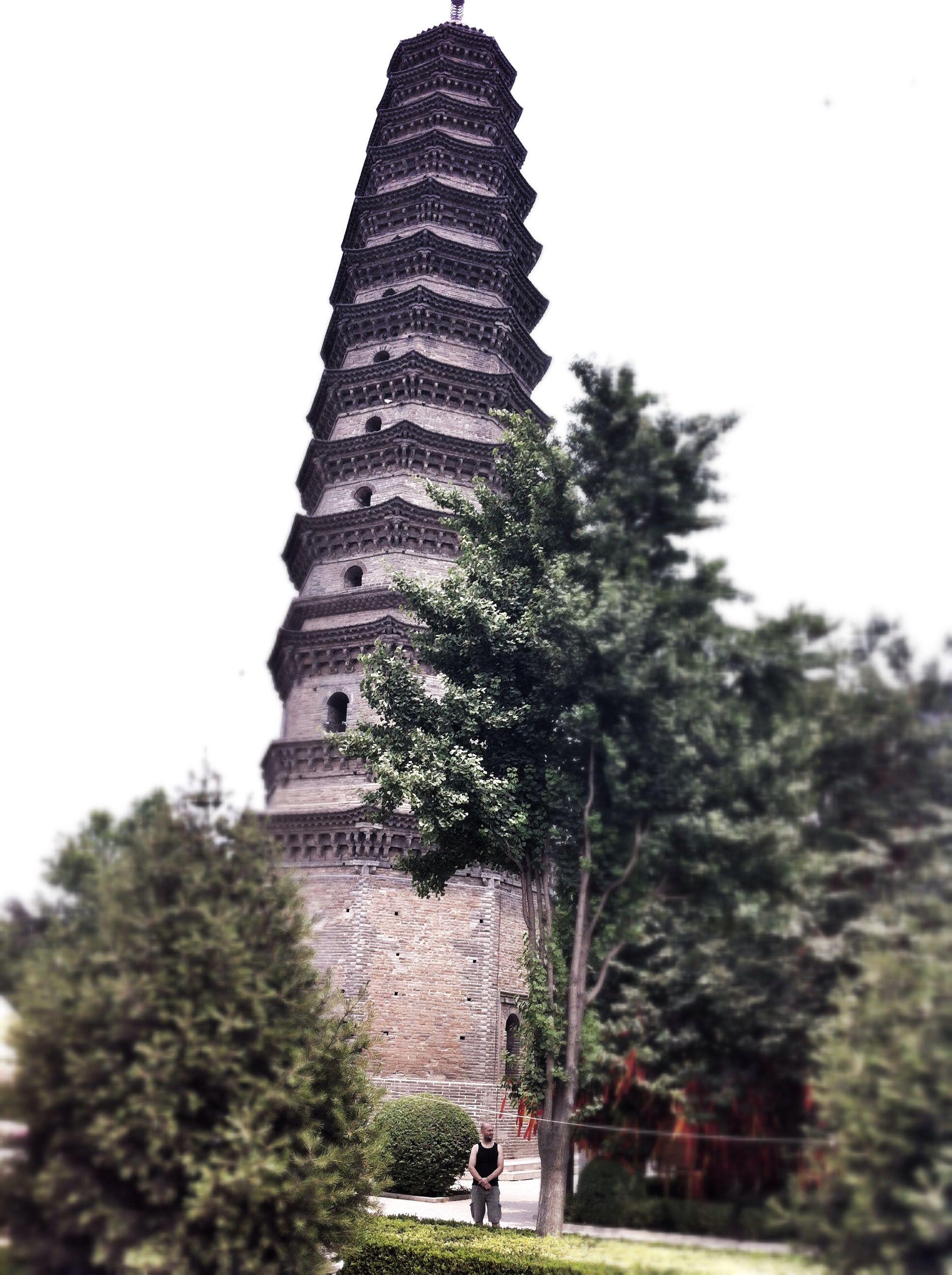
A Vensang megyei Pao-hszi-ang templomban található pagoda.

A kínai buddhista építészetben a legismertebb építménytípus a pagoda (kínai: ta). A világmindenséget szimbolizáló magas, toronyszerű, emeletekre tagolódó ereklyetartó négyzet vagy sokszög alaprajzú, emeleteinek alapterülete felfelé haladva csökken. Felépítésében a Han-kor őrtornyainak építészeti megoldásait követte. Egyesek úgy tartják, hogy az indiai sztúpa építménye alakult át a kínai pagodatornyok emeletes tagolásává. Az egyik ma is álló legjelentősebb pagoda a Hszianban, található Vadludak Nagy pagodája és a Vadludak Kis pagodája. A nagy pagoda hétszintes és 65 méter magas. A 652-ben emelt épületben helyezték el Hszüan-cang szerzetes Indiából hozott értékes szútráit. A pagoda mellett virágzó kolostor működött, melyet aktív fordító tevékenység jellemzett.

## Japán

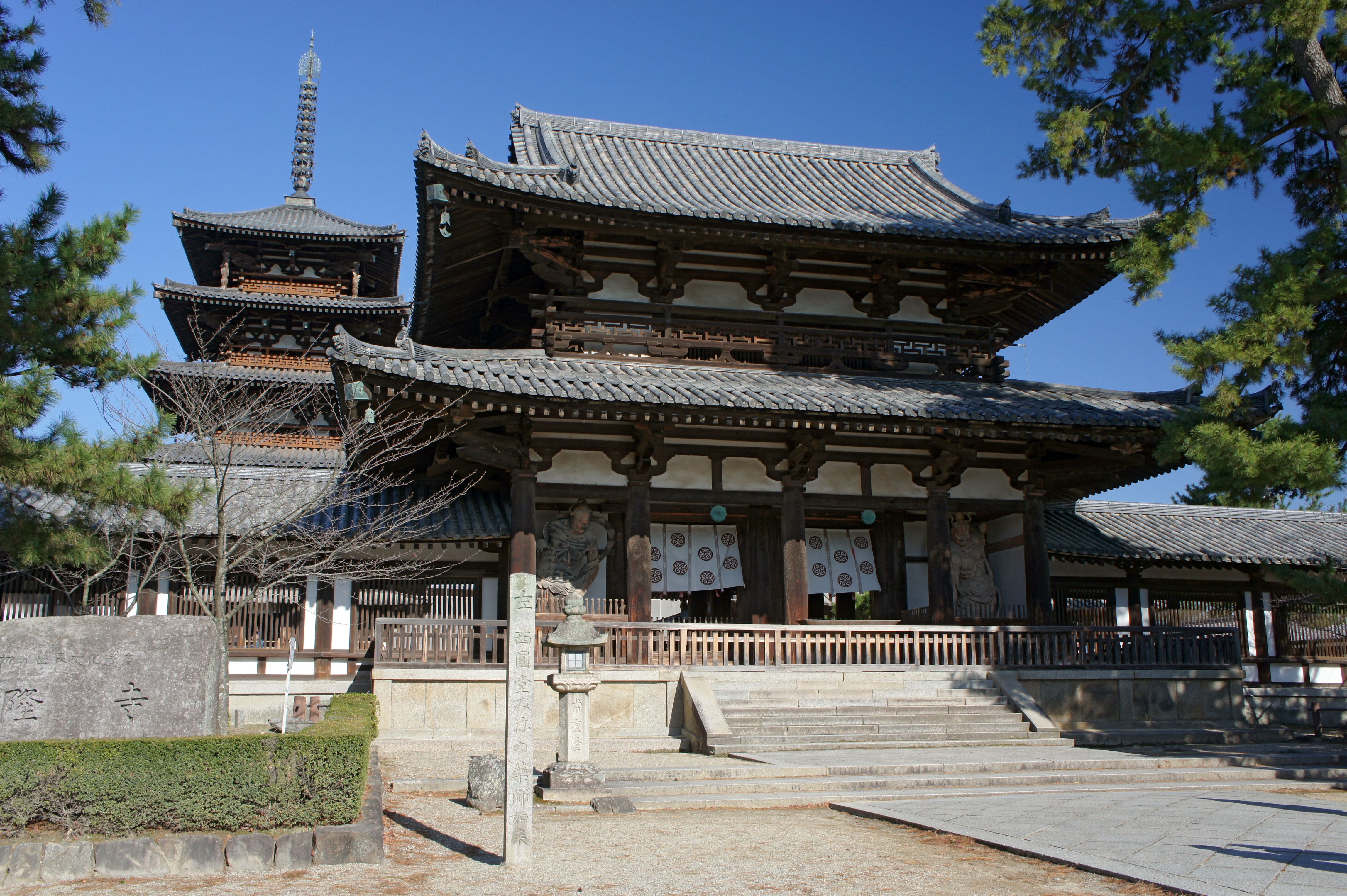
Csúmon, Hórjú-dzsi

A japán buddhista építészet a japán buddhista templomok építészetét jelenti, amely a kínai építészeti stílusokból fejlődött ki, a helyi jellegzetességeknek megfelelő sajátosságokkal. Miután a buddhizmus megérkezett a koreai három királyságból a 6. században, az eredeti épületek minél élethűbb reprodukálására törekedtek, de fokozatosan kialakultak a kontinentális stílus helyi változatai, amelyek a japán ízlésnek és az időjárási eltéréseknek is megfeleltek, hiszen Japánban az időjárás jóval csapadékosabb és párásabb, mint Kínában. Az első buddhista szekta a narai hat iskola volt, amit a Heian korszak buddhizmusa és a Tendai, valamint a Kiotó alapította Singon szekta buddhizmusa követett.
A buddhista templomok és a sintó szentélyek alapvető jellemezői megegyeznek, csak apró részletekben különböznek, amit a nem szakértő szemlélő talán észre sem vesz. Ez a hasonlóság már a múlté, mert éles megosztottság figyelhető meg a buddhista templomok és a sintó szentélyek között 1868, a Meidzsi-kor politikája óta. A Meidzsi-restauráció előtt gyakori volt, hogy a buddhista templomot a szentélybe vagy a szentély mellé építették, vagy a szentélyt a buddhista templom altemplomába. Ha a szentély adott otthont a templomnak, azt Dzsingu-dzsi szentély-templomnak hívták. Hasonlóképpen, Japán szerte ezek a templomok az oltalmazó kami (a tisztelet tárgyai, amelyek az európai felfogástól eltérően istenek, szellemek, az ősök lelkei egyaránt lehetnek) szerepét töltötték be. Miután a kormány rendelkezése folytán erőszakosan szétválasztották a szentélyeket és a templomokat, a két vallás közötti kapcsolat hivatalosan is megszakadt, de ennek ellenére a gyakorlatban folytatódott és ma is látható.
A japán buddhista építészet áthatotta az egész ország történelmét és magába szívta az elérhető legjobb természeti és emberi erőforrásokat. Különösen a 8. és 16. század közötti időszakban érhető ez tetten, mikor új strukturális és díszítő elemek jöttek létre. Ezen okokból kifolyólag, a történelmi háttér ismerete létfontosságú nemcsak a buddhista építészet, hanem általában a japán művészet megértéséhez is.

## Galéria

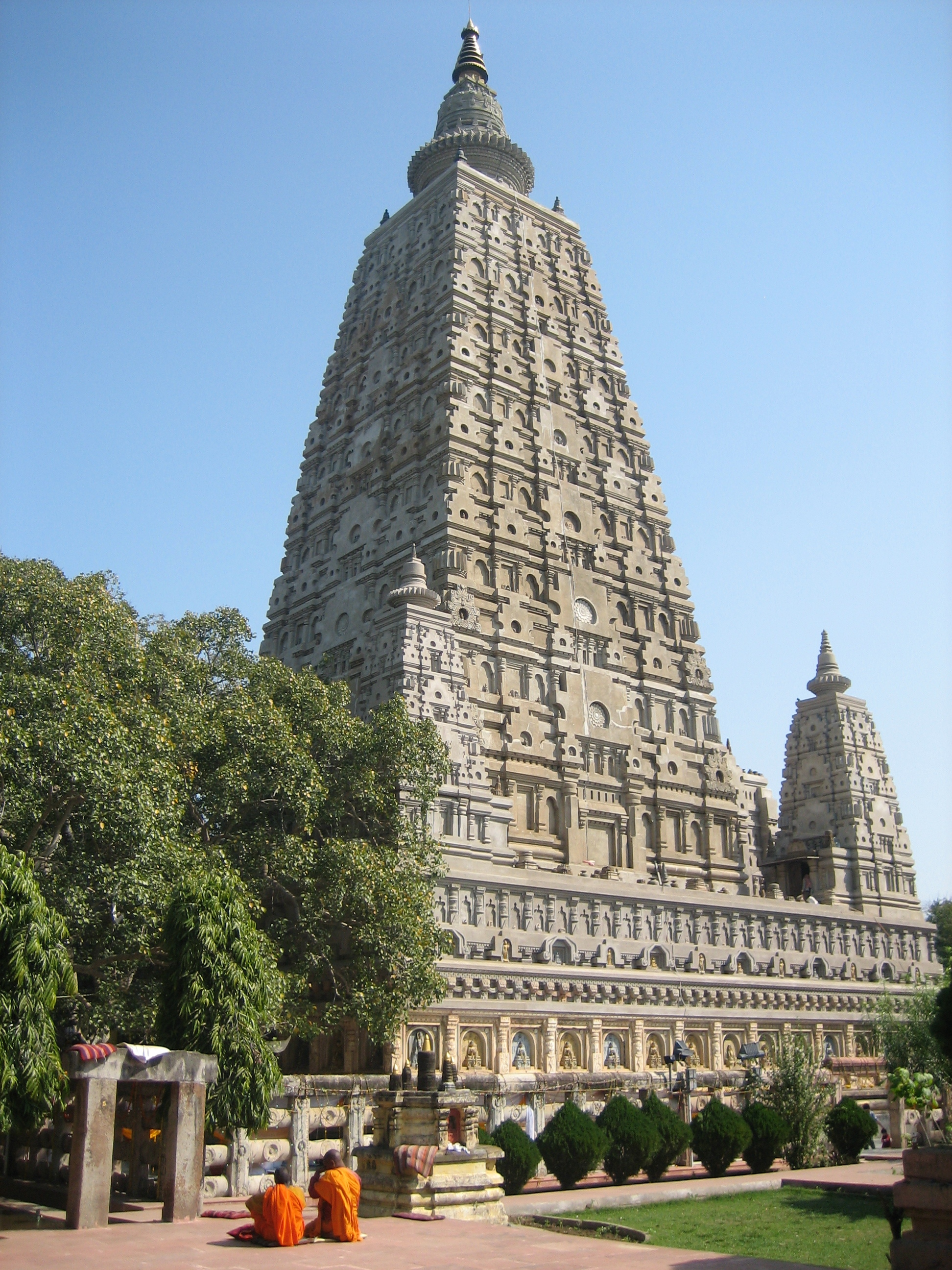
A Mahábódhi templom, Bodh-Gaja
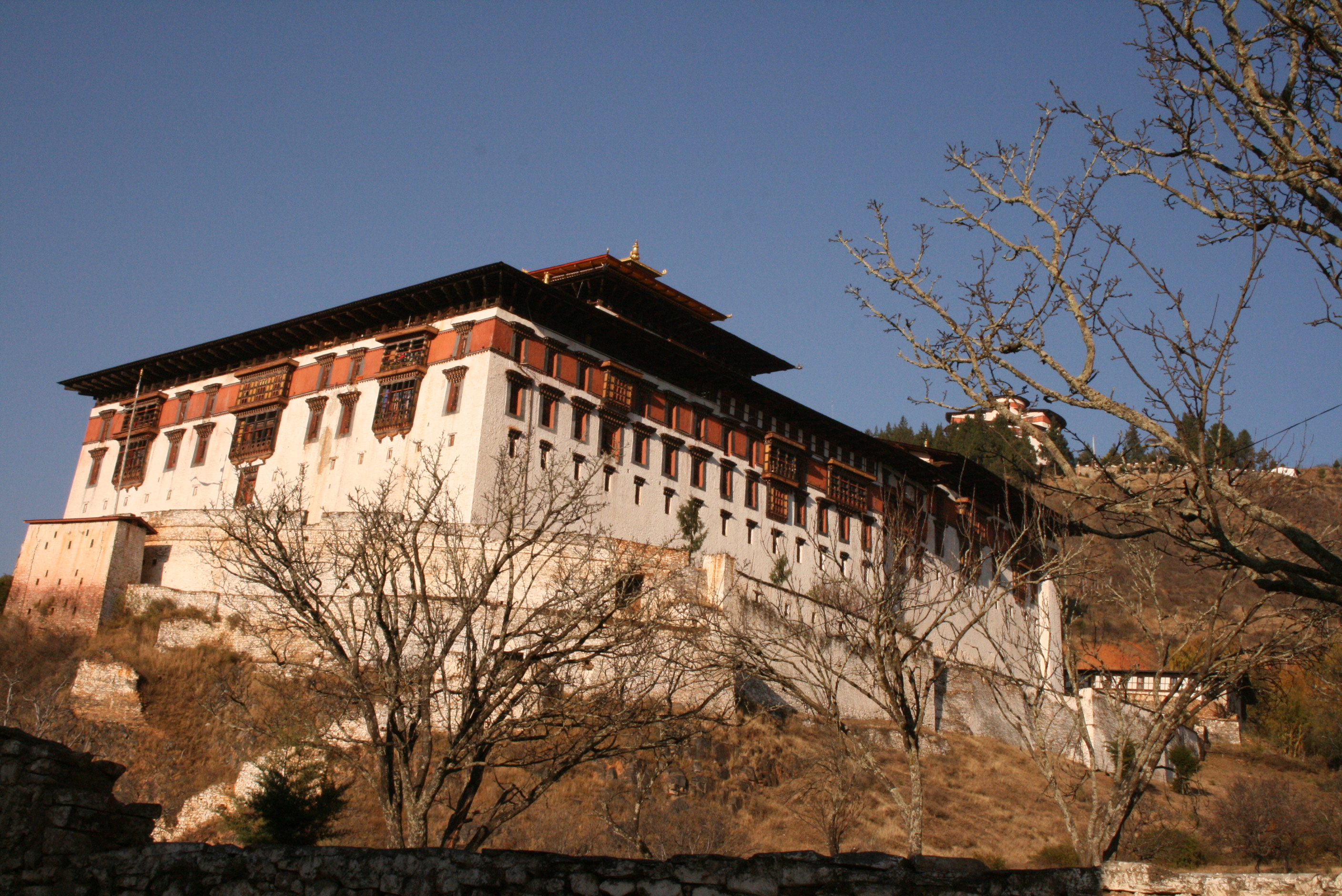
A Rinpung Dzong egyedi stílusú erődítménye a himalájai buddhista királyságok területeire jellemző, elsősorban Bhutánra.
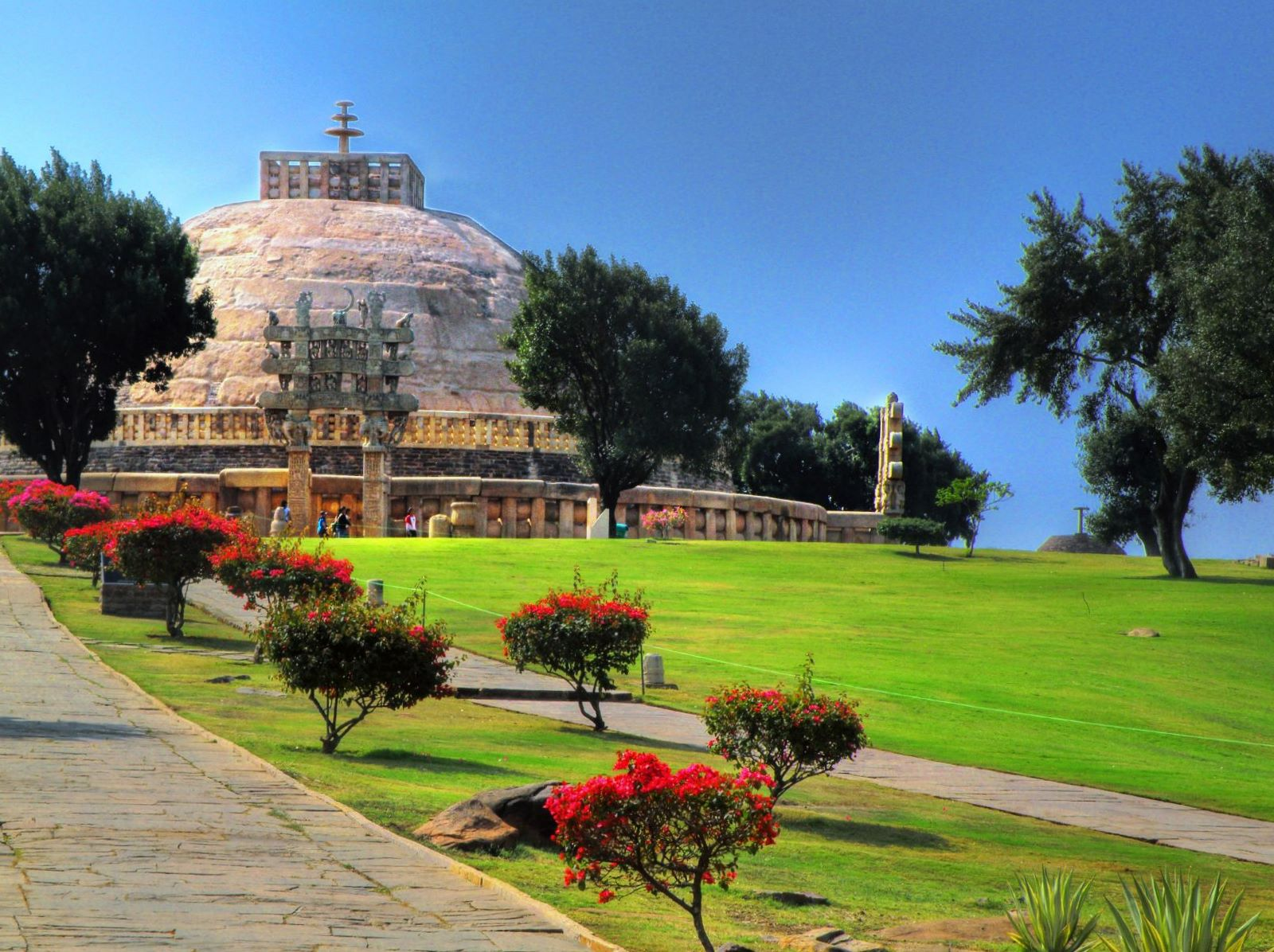
A Száncsi buddhista emlékek Nagy sztúpája
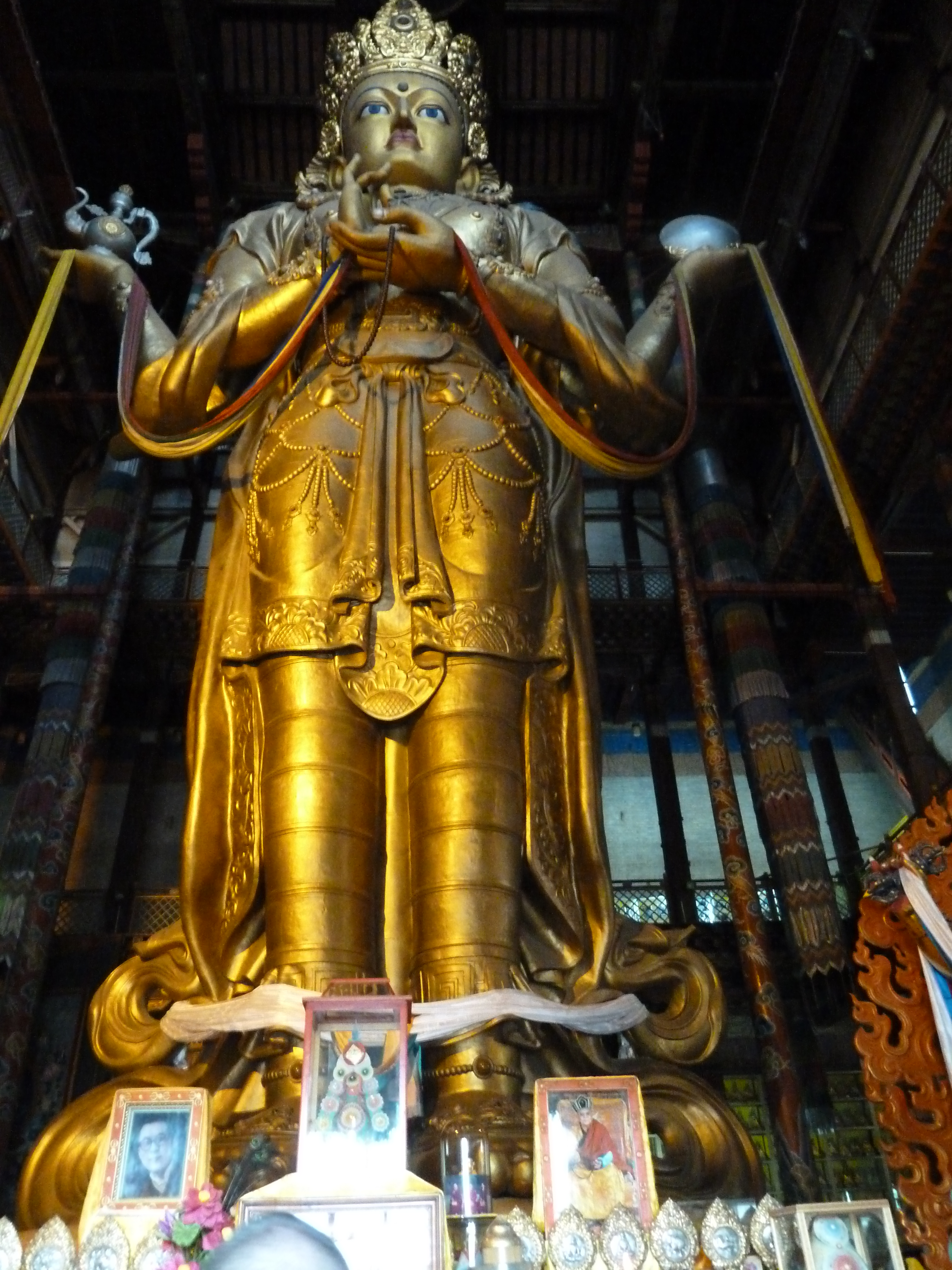
Avalókitésvara szobra Mongóliában, Gandantegcsinlen kolostor - a világ legnagyobb beltéri szobra, 26,5 méter magas, 1996-ban újjáépítették, (1913)
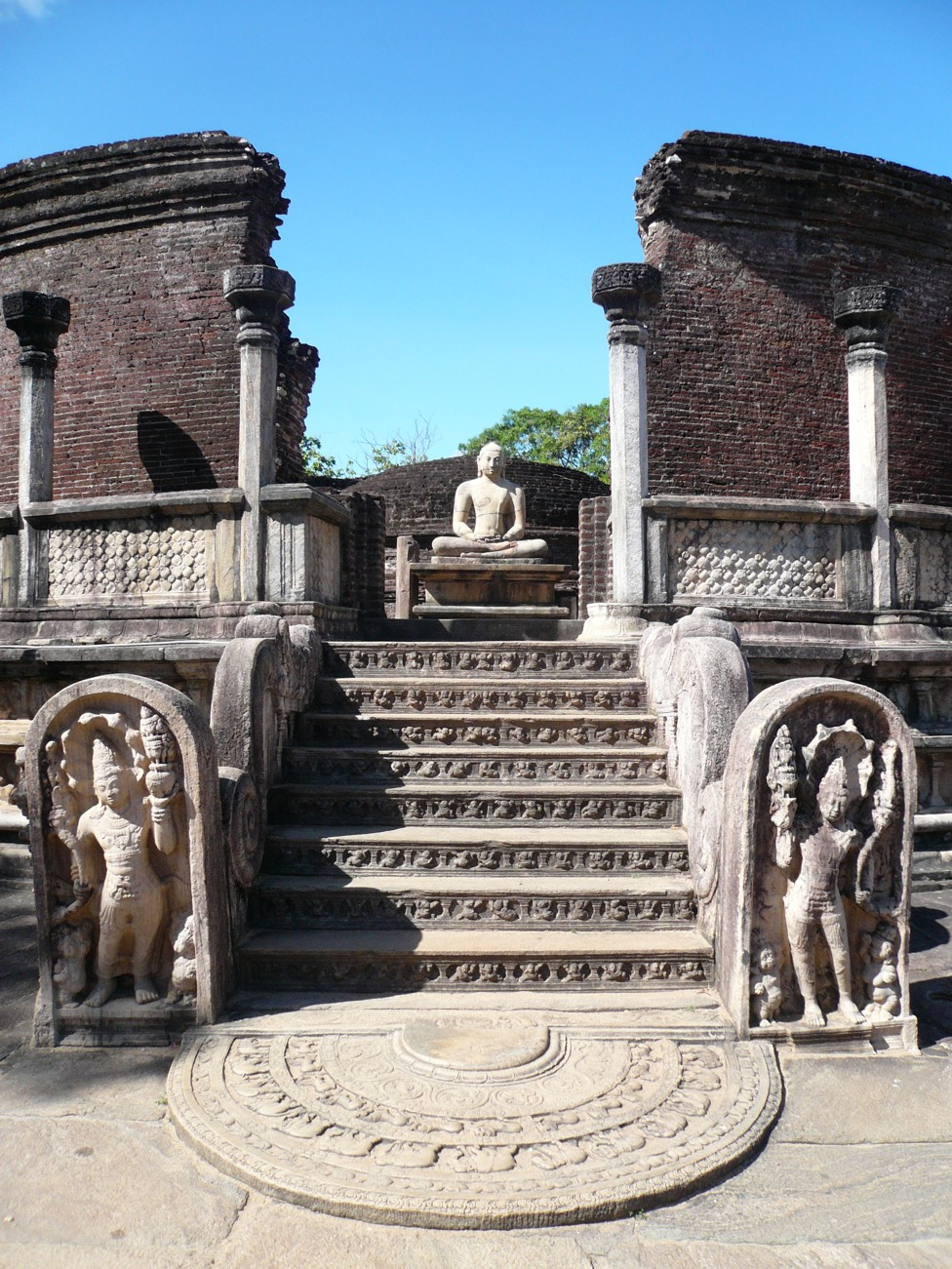
A Vatadadzs templom (Polonnaruva) körszentélye
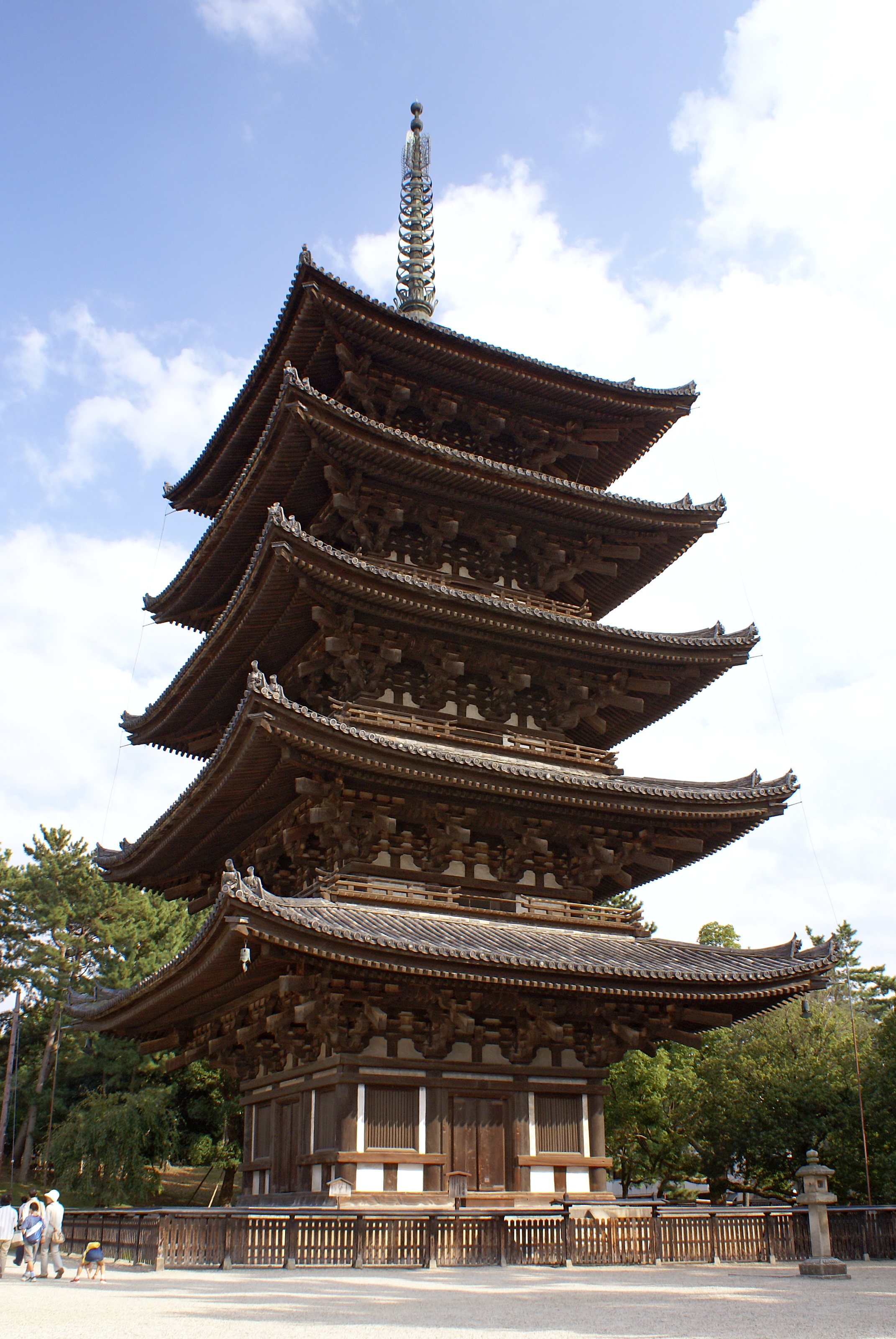
A Kofukudzsi pagodája, Nara
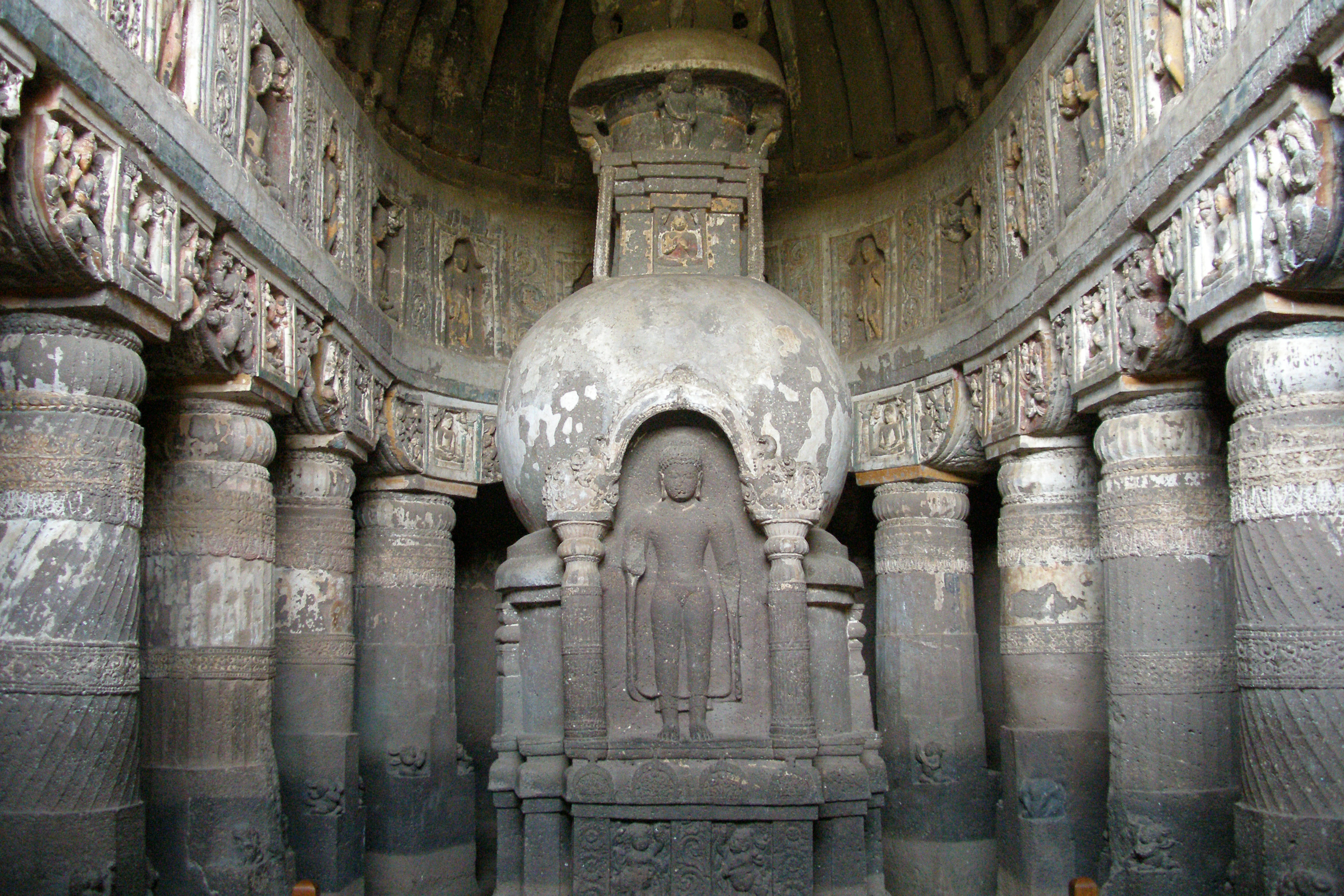
Az Adzsantai barlangtemplomok csaitjával
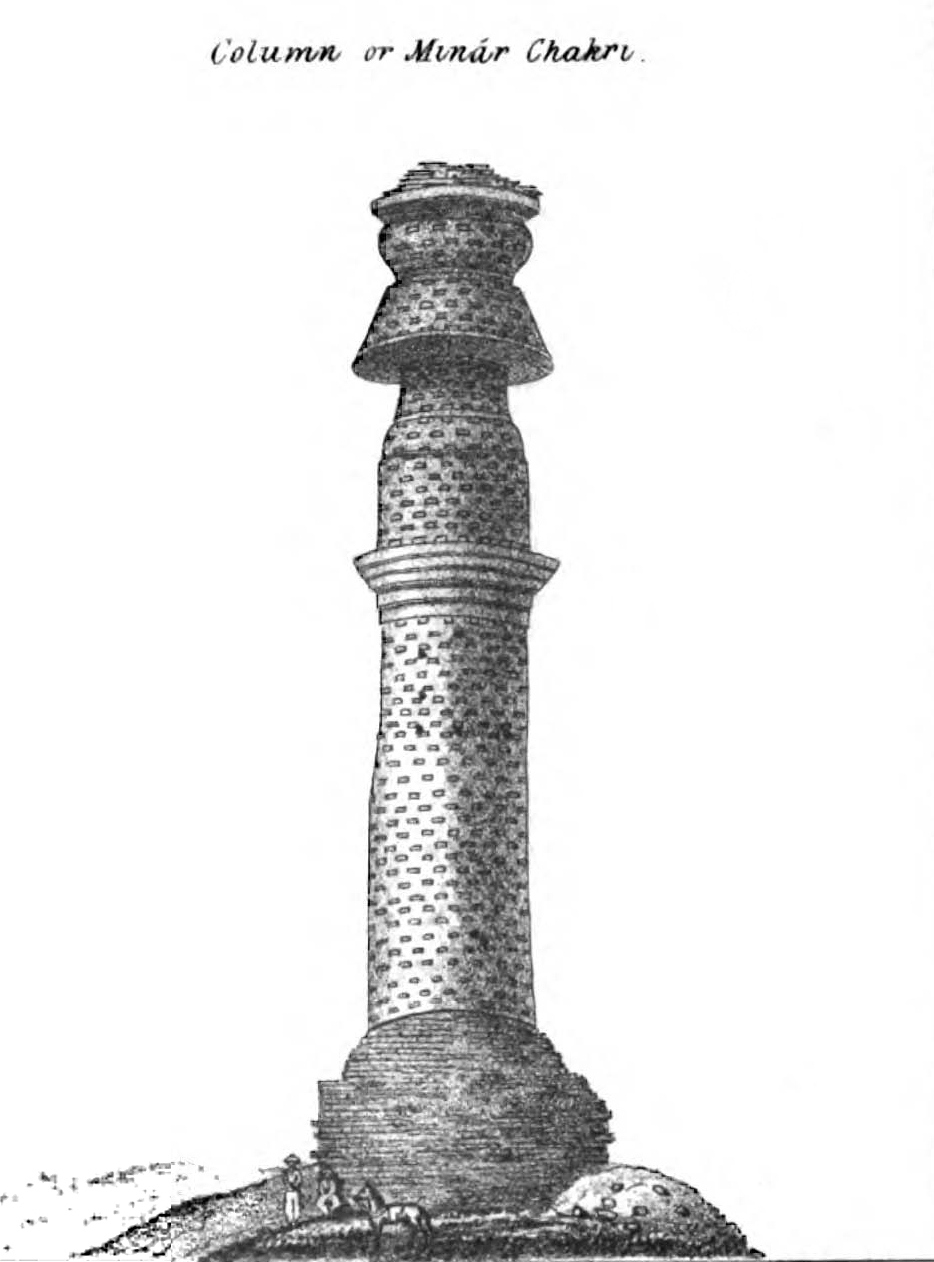
A Minar-i Csakri 1836-ban, Afganisztán
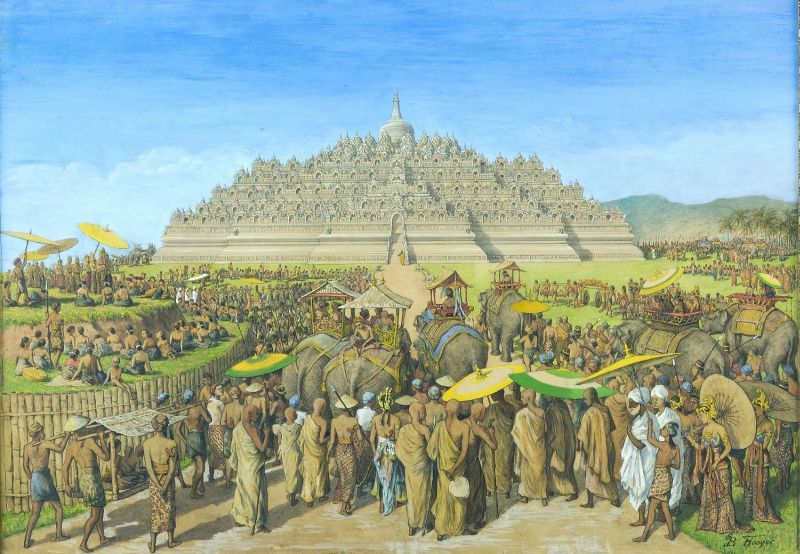
G.B. Hooijer festményén Borobudur felújítása látható
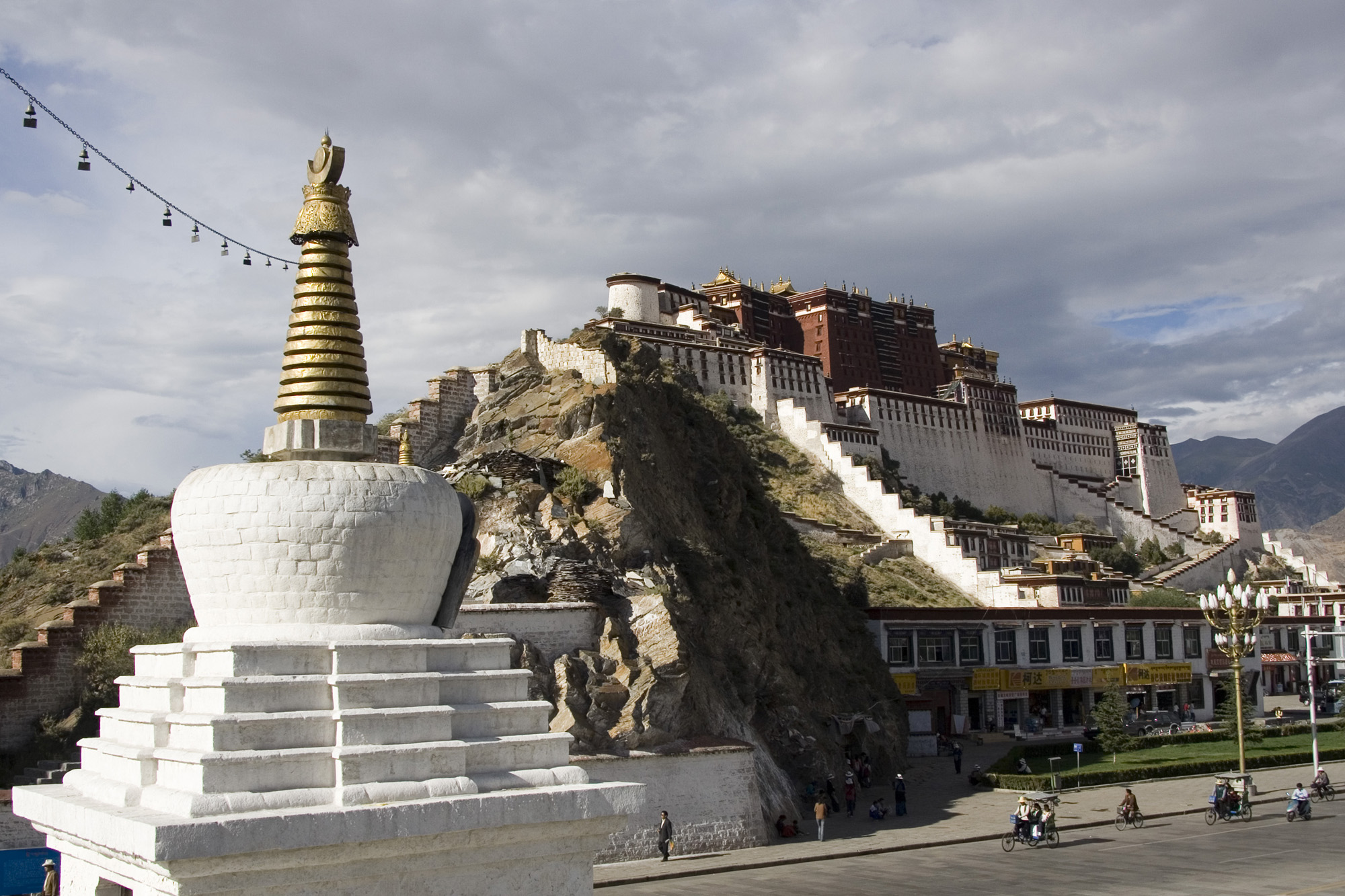
Sztúpa a Potala palota közelében, Lhásza, Tibet,
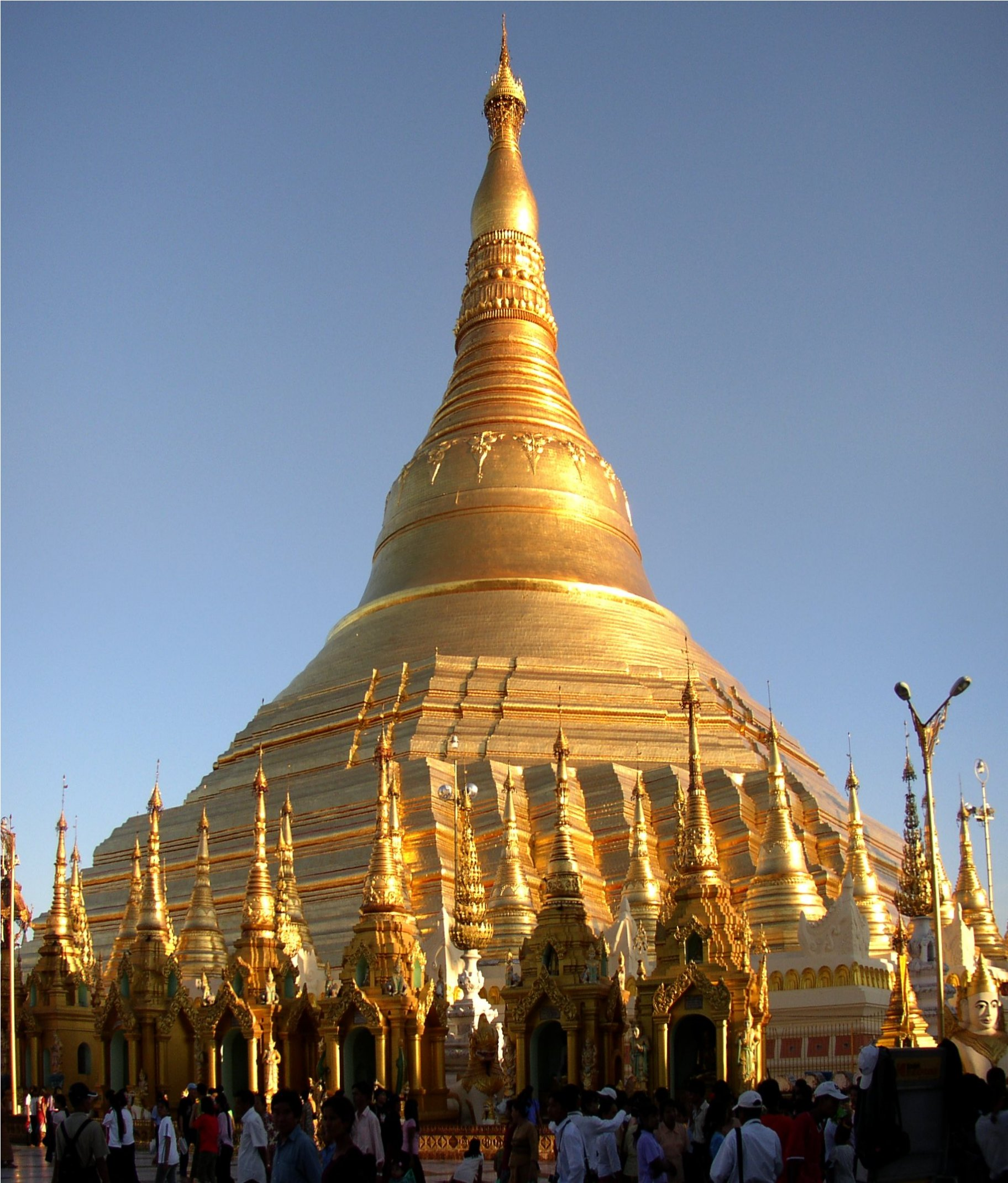
A Svedagon pagoda, Burma